# خديجة أمين
خديجة أمين أول رياضية مصرية تُشارك في سباق الترياثلون الأيرون مان وتستكمله إلى النهاية. والترياثلون هو سباق يجمع بين السباحة وركوب الدراجات والجري، بغض النظر عن المسافات. في 27 سبتمبر 2014م في مايوركا بإسبانيا، انطلقت خديجة مع 2,600 منافسين آخرين من نقطة الانطلاق، وعلى مدى الأربعة عشر ساعة وخمس دقائق اللاحقة سبحت مسافة 3.8 كيلومتر، وركبت الدراجة لمسافة 180 كيلو مترًا، ومن ثم ركضت الماراثون كاملًا لمسافة 42.2 كيلو متر بدون توقف. وقالت خديجة في مقابلة مع جريدة إيجيبت توداي: «عندما اقتربت من خط نهاية، ناولني صديقي مارت العلم المصري، ولفيته حول كتفي، وعبرت خط النهاية وسمعت مذيع السباق يعلن: خديجة أمين من مصر، مبروك.. فقد أصبحت أيرون مان».